# Организация американских историков
Организация американских историков (англ. Organization of American Historians, OAH) — крупнейшее в США общество преподавателей и исследователей американской истории. Была основана в 1907 году как Историческая ассоциация Долины Миссисипи (англ. Mississippi Valley Historical Association). Объединяет в США и за рубежом людей профессионально занимающихся американской историей: профессора и студенты колледжей и университетов, школьные учителя, архивариусы, сотрудники исторических музеев и другие общественные историки, а также учёные, работающие в государственном и частном секторе. OAH ежеквартально публикует «Журнал американской истории» (англ. The Journal of American History). Среди различных программ и мероприятий OAH проводит ежегодное собрание каждую весну и Программу выдающихся лекторов OAH (англ. OAH Distinguished Lecturership Program), в которой участвуют около 600 историков.
Миссия организации состоит в том, чтобы добиваться высокого качества в исследовании, обучении и представлении американской истории, и поощрять широкое обсуждение исторических вопросов и справедливое отношение ко всем историкам. Членство в OAH открыто для всех, кто разделяет миссию организации.
В 2010 году OAH насчитывала приблизительно 8 000 индивидуальных членов и приблизительно 1250 коллективных, к 2018 году количество индивидуальных членов сократилось до 7000, после чего вновь стало расти. В 2009 финансовом году, заканчивающемся 30 июня 2009 года, операционный бюджет организации составлял приблизительно $2,9 млн. По итогам 2019 финансового года, завершившегося в июне 2019 года, OAH смогла заработать почти $3,66 млн, что позволило завершить год с небольшим операционным профицитом в размере $43 715.

## История
17—18 октября 1907 года в Линкольне (штат Небраска) состоялось собрание представителей семи исторических обществ долины Миссисипи, на котором была образована Историческая ассоциация Долины Миссисипи (англ. Mississippi Valley Historical Association). Новая организация, занимающаяся изучением истории региона реки Миссисипи, заложила традицию ежегодных встреч историков, а в 1914 году начала ежеквартальную публикацию журнала «Историческое обозрение Долины Миссисипи» (англ. Mississippi Valley Historical Review). Поскольку ассоциация и её журнал развивались и распространялись с течением времени, первоначальный акцент на истории долины Миссисипи со временем перестал устраивать многих членов, которые хотели более широкой сферы охвата и соответственно изменения названия, которое должно было указывать на общенациональный характер организации. Рэй Биллингтон (президент ассоциации в 1962—1963 годах) выделяет четыре проблемы, которые вызвали ожесточённые ссоры: желание использовать престиж ассоциации для борьбы за либеральные реформы, изменить название организации для указания её национального масштаба, демократизировать свою управленческую структуру и занять твёрдую позицию против расовой сегрегации. Реформаторы добились успеха в голосовании по почте, ассоциация была переименована в Организацию американских историков, а её печтаный орган стал называться «Журнал американской истории» (англ. Journal of American History).
Университет Индианы в Блумингтоне был выбран в качестве дома для редакции «Исторического обозрения долины Миссисипи», предшественника «Журнала американской истории», в 1963 году. До переезда в Индиану редакция находились в университете Тулейна (Луизиана). Летом 1970 года в Блумингтон переехала и Организация американских историков, чей офис ранее располагался в кампусе Университета Юты в Солт-Лейк-Сити (штат Юта).
OAH была принята в Американский совет научных обществ в 1971 году. Партнёр-основатель Национальной коалиции по истории (англ. National Coalition for History) и Национального гуманитарного альянса (англ. National Humanities Alliance).

## Руководство
Высшим органом управления OAH являются ежегодные собрания (встречи) членов организации, на которых каждый год обновляется руководство. Управление OAH осуществляется должностными лицами (президент, избранный президент, вице-президент, казначей, исполнительный директор и исполнительный редактор, он же редактор Journal of American History), исполнительным советом (англ. OAH Executive Board), состоящим из шести должностных лиц, бывшего президента, который продолжает служить в совете в течение двух лет, и девяти членов, избираемых на три года, каждый год переизбираются три члена совета. Члены совета выполняют миссию организации, устанавливая политику, намечая курс на будущее и наблюдая за финансовыми и юридическими вопросами организации. При совете действуют три постоянных комитета, финансовый, оперативный и издательский. Также существуют постоянные комитеты, которые контролируют управление организацией, сервисные комитеты, которые продвигают миссию OAH, и комитеты по присуждению и присуждению наград. Среди них, Исполнительный комитет (англ. OAH Executive Committee), состоящий из должностных лиц и бывшего президента, Совет по назначениям OAH (англ. OAH Nominating Board), члены которого избираются на ежегодных собраниях и выдвигают кандидатов на ежегодные выборы президента, избранного президента и вице-президента, а также трёх членов каждого из Исполнительного совета и Совета по назначениям.

## Известные члены
- Томас Эндрю Бейли (1902—1983 года) — специалист по внешней политике США, в том числе по истории российско-американских отношений.[14] Профессор Стэнфордского университета. Автор множества исторических монографий по дипломатической истории, в том числе популярного учебника американской истории «The American Pageant».[15] Был известен остроумным стилем изложения и использованием собственных неологизмов (например, «международный гангстеризм» (англ. international gangsterism). Бейли популяризировал дипломатическую историю с помощью своих занимательных учебников и лекций, стиль которых напоминает стилистику другого историка, Эфраима Дугласса Адамса.[16] В 1967—1968 годах был президентом OAH.
- Эрик Фонер (род. в 1943, Нью-Йорк) — специалист по американской гражданской войне, периоду реконструкции, рабству, Америке XIX века. Член Американского философского общества (2018) и Американской академии искусств и наук (1989), членкор Британской академии (1996), доктор философии (1969), эмерит-профессор Колумбийского университета. Лауреат Пулитцеровской премии 2011 года. В 1993—1994 годах был президентом OAH.
- Ричард Уайт ('род. в 1947) — специалист по истории США, в особенности Запада, также специализируется на истории окружающей среды и коренных американцев.[17] Доктор философии, эмерит-профессор Стэнфорда, где преподаёт с 1998 года. Член Американского философского общества (2016[18]). Стипендиат Макартура (1995—2000), отмечен Mellon Distinguished Achievement Award (2006). В 2006—2007 годах был президентом OAH.
- Дэвид Холлинджер (род. в 1941) — эссеист, специалист по интеллектуальной и этно-расовой истории США периода после Гражданской войны. Эмерит-профессор Калифорнийского университета в Беркли, член Американской академии искусств и наук и Американского философского общества (2017). В 2010—2011 годах был президентом OAH.

## Награды
OAH является учредителем или соучредителем ряда наград и премий, присуждаемых авторам книг, диссертаций, статей и эссе, а также студентам и аспирантам.

## Печатные издания
OAH публикует журналы Journal of American History и The American Historian, программу ежегодных собраний OAH (англ. OAH Annual Meeting Program), ежегодные отчёты. Ранее выходили ежеквартальный информационный бюллетень OAH Newsletter (1970—2009), журнал OAH Magazine of History (1985—2013) и бюллетень OAH Outlook: A Membership Newsletter of the Organization of American Historians (закрыт в 2016).